# ألكسندر كوتيلنيكوف
ألكسندر كوتيلنيكوف (و. 1865 – 1944 م) هو رياضياتي من الاتحاد السوفيتي، والإمبراطورية الروسية، ولد في قازان، توفي في موسكو، عن عمر يناهز 79 عاماً، بسبب ذات الرئة.

## التعليم
تعلم في معهد سانت بطرسبرغ الحكومي للتقانة ‏ (منذ 1883)، وتعلم في جامعة قازان
.

## جوائز
حصل على جوائز منها:
- جائزة الاتحاد السوفيتي الحكومية (1943)
- وسام الراية الحمراء من حزب العمال (1940)